# Francis Schaeffer
Francis August Schaeffer (30. ledna 1912, Germantown – 15. května 1984, Rochester) byl americký evangelikální teolog, filozof a presbyteriánský duchovní, zakladatel komunity L'Abri. Zabýval se zejména vztahy mezi křesťanstvím a současnou kulturou a mezi teologií a filozofií.
Roku 1955 s manželkou Edith (†2013) otevřeli ve švýcarských Alpách duchovní středisko L'Abri (Útulek). Roku 1968 Schaeffer publikoval své zásadní práce Escape from Reason a The God Who Is There (kniha vyšla roku 1994 v českém překladu pod názvem Ten, který je skutečností).